# Wojciech Socha
Wojciech Socha (ur. 17 lutego 1970 w Koszalinie) – polski aktor teatralno-musicalowy i filmowy.

## Życiorys
W latach 1985–1989 śpiewał w Koszalinie w chórze muzyki dawnej Madrygał pod kierownictwem Marii i Wacława Dąbrowskich. W 1991 współpracował z Radio Arnet w Gdańsku jako współprowadzący audycję. Współpracował również kilkoma rozgłośniami przy produkcji reklam jako lektor, jak również twórca tekstów do tych reklam. Absolwent Państwowego Studium Wokalno-Aktorskiego im. D. Baduszkowej przy Teatrze Muzycznym w Gdyni. Podczas ostatniego roku studiów debiutował rolą Mariusza w musicalu „Les Misérables”. Po ukończeniu Studium pracował w Teatrze Muzycznym w Gdyni jako solista.
Ma na swoim koncie epizody w serialach telewizyjnych, filmach fabularnych i teatrach telewizji, gra w spektaklach Teatru Muzycznego Roma. Udziela się także w dubbingu i w reklamie. Jego najważniejsze role to:
- Mariusz – „Les Misérables”, reż. J. Gruza (1994);
- Fircyk, Świstak – „Fircyk w zalotach”, reż. H. Rozen (1994, przedstawienie dyplomowe);
- Karol – „Kadryl na obie nogi”, reż. H. Rozen (1995);
- Tony – „West Side Story”, reż. T.A. Dutkiewicz (1995);
- Bob Merker – „Happy End”, reż. M. Sikora (1996);
- Matt – „The Fantasticks”, reż. M. Kochańczyk (1996);
- Che – „Evita”, reż. M. Korwin (1997);
- Młody Ebenezer Scrooge i Harry – „Scrooge”, reż. M. Korwin (1998);
- Edgar Linton – „Wichrowe Wzgórza”, reż. M. Korwin (1998);
- Żołnierz – „Muzyka Queen”, reż. R. Skolmowski (2000);
- Arbiter – „Chess”, reż. M. Korwin (2000, spektakl w jęz. angielskim i niemieckim);
- Jean-Michel – „La Cage aux Folles”, reż. M. Korwin (trasa: Niemcy, Austria, Szwajcaria 2001, jęz. niemiecki);
- Frederick Trumper – „Chess”, reż. M. Korwin (trasa: Niemcy, Austria i Szwajcaria, spektakl w jęz. angielskim i niemieckim, 2001);
- Martin Harrison – „Chicago”, reż. M. Korwin (2002);
- Robbins – „Porgy and Bess”, reż. R. Ronczewski (2000, Opera Leśna w Sopocie);
- Szymon Zelota – „Jesus Christ Superstar”, reż. M. Korwin (2002, Musical Theater w Bazylei, spektakl w jęz. angielskim);
- Margaret Mead – „Hair”, reż. W. Kościelniak (Musical Theater w Bazylei, w jęz. angielskim, 2003);
- Sasza – „Skrzypek na dachu”, reż. Z. Macias (Nowy Teatr w Słupsku, 2005).

W ostatnich latach związany z Teatrem Muzycznym Roma w Warszawie, w którym zagrał w musicalach:
- Koty – Semaforro
- Akademia pana Kleksa – Pai-Chi-Wo, Patentoniusz i Kwaternoster.
- Upiór w Operze – dyrektor Gilles Andre i dyrygent Reyer.
- Les Misérables – członek zespołu, biskup
- Deszczowa piosenka – tenor

## Filmografia
- 1997-2012: Klan – Andrzej Szulc, analityk bankowy
- 2002-2010: Samo życie – mężczyzna, z którym podczas pobytu w Irlandii mieszkał Karol Młynarczyk
- 2003-2012: Na Wspólnej – mężczyzna z obsługi
- 2003: Lokatorzy – lekarz (odc. 134)
- 2005: Pensjonat pod Różą – policjant (odc. 50)
- 2006: Mrok – lekarz (odc. 5)
- 2007: Braciszek – gospodarz
- 2009: Niania – członek chóru (odc. 130)
- 2012-2013: Lekarze – pediatra Baliński (odc. 3 i 31)